# برنارد لیچ

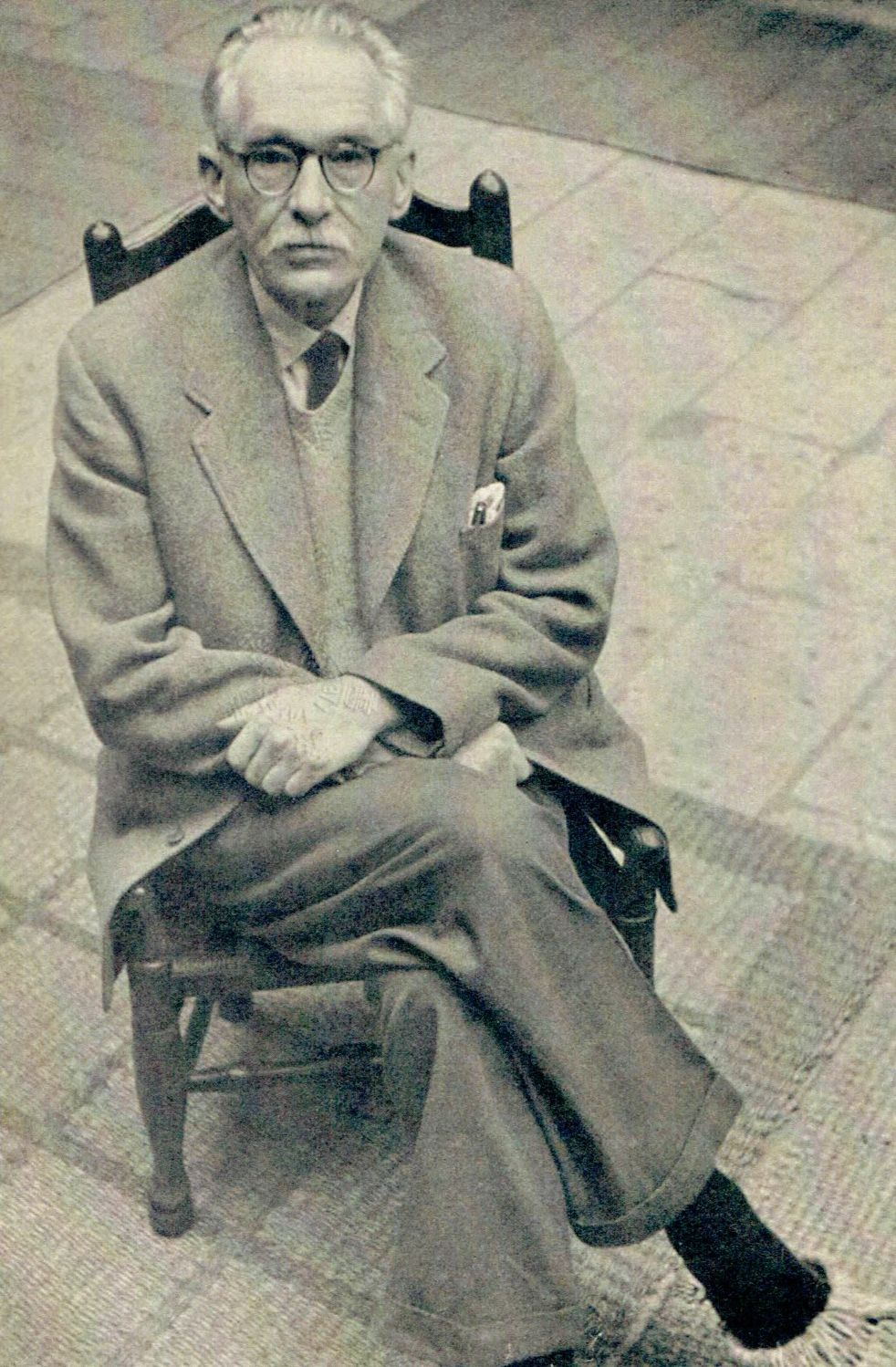

برنارد لیچ (به انگلیسی: Bernard Leach) (5 ژانویه ۱۸۸۷ – ۶ مه ۱۹۷۹) دارنده نشان امپراتوری بریتانیا به عنوان پدر سفالگر کارگاه‌هنری در بریتانیا شناخته می‌شود.
لیچ در هنگ کنگ متولد شد. مادرش ایلانور (نو شارپ) در اثر زایمان درگذشت. وی سه سال اول زندگی خود را در کنار پدرش اندرو لیچ در ژاپن گذراند، تا اینکه در سال ۱۸۹۰ به هنگ کنگ بازگشت.